# Sayeeda Warsi
Sayeeda Hussain Warsi, baronessan Warsi (urdu: سعیده حسین وارثی), född 28 mars 1971 i Dewsbury, West Yorkshire, är en brittisk advokat (solicitor) och politiker som år 2007 erhöll icke-ärftlig pärsvärdighet. Från maj 2010 till september 2012 var hon (tillsammans med Lord Feldman) ordförande för Konservativa partiet och var dessutom minister utan portfölj i regeringen Cameron.  Hon var den tredje muslimska ministern och den första kvinnliga muslim som varit minister i Storbritannien, ehuru hon aldrig vunnit ett allmänt val. Den 4 september 2012 utnämndes hon till biträdande minister i utrikesministeriet och kommunministeriet. Sayeeda Warsi avgick som minister den 5 augusti 2014.